# Love Weaves Through a Millennium
Love Weaves Through a Millennium (chino: 相愛穿梭千年), es una serie de televisión china transmitida del 15 de febrero del 2015 hasta el 23 de marzo del 2015 por medio de Hunan TV. La serie es la versión china de la serie surcoreana "Queen In-hyun's Man".

## Sinopsis
La serie sigue a Gong Ming, un oficial estudioso Imperial que accidentalmente viaja en el tiempo dos mil años de la antigua China al presente, donde se encuentra con la actriz Lin Xiang Xiang, de quien pronto se enamora, sin embargo ambos deberán luchar pasar varios obstáculos para poder estar finalmente juntos.

## Reparto

### Personajes principales
| Actor        | Personaje       | Nº de episodios | Notas |
| ------------ | --------------- | --------------- | ----- |
| Jing Boran   | Gong Ming       | 24              |       |
| Zheng Shuang | Lin Xiang Xiang | 24              |       |

### Personajes secundarios

#### Presente
| Actor        | Personaje  | Nº de episodios | Notas                                                 |
| ------------ | ---------- | --------------- | ----------------------------------------------------- |
| Evonne Hsieh | Jin Jing   | -               | Es la gerente de Xiang Xiang.                         |
| Yang Sen     | Xia Yunan  | -               | Es el estilista de Xiang Xiang.                       |
| Denny Huang  | Han Yufei  | -               | Es una famosa celebridad y el exnovio de Xiang Xiang. |
| Nana         | Zhao Nana  | -               | Es una famosa y arrogante celebridad.                 |
| Xie Binbin   | Wu Tianxiu | -               | Es el gerente de Han Yufei.                           |
| Li Gan       | Chen Rui   | -               | Es la gerente de Zhao Nana.                           |

#### Pasado
| Actor        | Personaje       | Nº de episodios | Notas |
| ------------ | --------------- | --------------- | --- |
| Chen Xiang   | Wang Mang       | -               | Al inicio es el mejor amigo de Gong Ming, sin embargo luego lo traiciona. Wang Mang está enamorado de Jing Yue. |
| Niki Yi      | Zhao Feiyan     | -               | |
| Gao Taiyu    | Emperador Cheng | -               | |
| Tao Hui      | Emperatriz Xu   | -               | |
| Zhou Yutong  | Jing Yue        | -               | Es una guerrera que está enamorada de Gong Ming, sin embargo el no le corresponde.                              |
| Peng Ling    | Zi Xiu          | -               | Es el confidente de Wang Mang y un asesino a sangre fría.                                                       |
| Zhou Yunshen | Chun Yuzhang    | -               | |
| -            | Liu Xiu         | -               | Príncipe de la Dinastía Han.                                                                                    |

## Episodios
La serie estuvo conformada por 24 episodios, los cuales fueron emitidos de todos los domingos y lunes a las 22:00.

## Música
El Soundtrack de la serie estuvo conformada por 5 canciones.
La canción de inicio fue "Can't Forget" interpretada por Jing Boran y Zheng Shuang, mientras que la canción de cierre fue "Love Cannot See" interpretada por Wei Chen.
| No. | Intérprete (es)           | Canción                                              | Duración |
| --- | ------------------------- | ---------------------------------------------------- | -------- |
| 1   | Jing Boran y Zheng Shuang | "Can't Forget" (不能忘)                              | 4:34     |
| 2   | Wei Chen                  | "Love Cannot See" (相爱不能见)                       | 3:36     |
| 3   | Jiang Yingrong            | "One More Day" (再多一天)                            | 4:34     |
| 4   | Hong Chen                 | "Waiting for you like a Fool" (等你的时候我像个傻瓜) | 3:21     |
| 5   | Huang Ying                | "Let Me Love You" (让我爱你)                         | 3:38     |

## Producción
Fue dirigida por Jang Young-woo, producida por Kim Young-gyu en una co-producción de "Hunan TV" y "CJ E&M". 
También es conocida como "In Love Through Thousands of Years" y "Xiang Ai Chuan Suo Qian Nian".
La serie es la versión china de la serie surcoreana "Queen In-hyun's Man", protagonizada por los actores Ji Hyun-woo y Yoo In-na y transmitida del 18 de abril del 2012 al 7 de junio del mismo año. La música, edición y dirección artística de la serie fue realizada por el equipo de producción de "Queen In-hyun's Man".
Las filmaciones fueron realizadas en Hangzhou, Hengdian, Wuzhen, y contó con las compañías de producción "Hunan TV", "EE-Media" y "CJ E&M".
Una de las diferencias de la historia, fue la creación de la rivalidad entre la Emperatriz Xu y Zhao Feiyan.
A diferencia de otras series chinas, no fue pre-producida antes de su estreno y fue filmada en un formato live-shooting, por otro lado el guion era modificado de acuerdo a las respuestas de la audiencia, incluido el final del drama. No se utilizó doblaje, por lo que las voces reales de los actores se escucharon en el drama (por lo general en las series chinas se doblan las voces de los actores).